# António da Madalena
António da Madalena (đôi khi còn được đánh vần trong tiếng Anh là Antonio da Magdalena, mất khoảng năm 1589) là một tu sĩ Dòng Capuchin người Bồ Đào Nha trở thành du khách phương Tây đầu tiên đến Angkor vào năm 1586.

## Tiểu sử
António da Madalena chào đời tại Coimbra và từng có thời sinh sống trong Tu viện Alcobaça từ năm 1575 đến năm 1579.
Ông đặt chân đến Goa vào năm 1580, để thành lập một thư viện theo dòng tu của mình. Năm 1583, ông du hành bằng đường bộ đến xứ sở ngày nay là Campuchia và là du khách phương Tây đầu tiên đến được Angkor vào năm 1586.
Ông đã kể lại chuyến hành trình đến Angkor cho sử gia Diogo do Couto, nhà chép sử biên niên chính và là "guarda-mor" (quan chức phụ trách) Kho lưu trữ tài liệu về quá trình thám hiểm-khai phá thuộc địa của người Bồ Đào Nha ở châu Á. Thật kỳ lạ, Diogo do Couto lại không chép cả lời tường thuật của Madalena trong tập thứ sáu của bộ hợp tuyển Décadas da Ásia (Thập kỷ châu Á) do nhà văn João de Barros khởi xướng. Ông đã cố gắng trợ giúp nhằm ráng sức tái thiết Angkor, nhưng dự án tỏ ra không mấy thành công.
Năm 1589, Madalena thiệt mạng trong vụ đắm tàu caravel Sao Tomé ở ngoài khơi Natal (Nam Phi), có lẽ khi đang trở về nhà sau nhiều năm ở Ấn Độ, Malacca và Ayutthaya xứ Xiêm.

## Người phương Tây đầu tiên đến Angkor
Sau cái chết của Couto, giấy tờ cá nhân của ông được người anh rể kiêm linh mục Deodato da Trindade và cậu em vợ tên là Luisa de Melo cất giữ.
Trong tập thứ năm của cuốn Décadas da Ásia, do tác giả viết ra trong những năm 1586-1587 và chỉ được xuất bản vào năm 1612, Diogo do Couto ám chỉ Cha da Madalena là một trong những tu sĩ thông báo về các vấn đề Đông Nam Á lục địa. Mặc dù mô tả về Angkor không được đưa vào trong cuốn Décadas, nhưng tác phẩm này được lưu truyền khá rộng rãi vì những tiếng vang về nội dung của nó từng xuất hiện trong những quyển tạp ký Iberan xuất bản vào những thập niên đầu tiên của thế kỷ 17, chẳng hạn như cuốn Breve y verdadera relacion de los sucessos del reyno de Camboxa của Cha Gabriel Quiroga de San Antonio ấn hành năm 1604; trong cuốn Ethiopia Oriental et varia historia de cousas notaveis de Oriente của Cha Joao dos Santo ấn hành năm 1609 và Conquista de las Islas Malucas của Bartolomé Leonardo de Argensola ấn hành năm 1609.
Chỉ vào năm 1947, nhà sử học Charles R. Boxer mới tìm thấy bản chép tay của Couto viết về mối liên hệ ban đầu của Madalena xuyên suốt cuộc hành trình ở Campuchia và cho công bố rộng khắp, trước khi được Bernard-Philippe Groslier dịch sang tiếng Pháp vào năm 1957.
Điều này tiết lộ sự mô tả chính xác về Angkor Wat và đặc biệt là Angkor Thom do chính tác giả tận mắt chứng kiến vào năm 1550, được phát hiện lần nữa trong chuyến đi săn của Vua Ang Chan, một trăm năm sau khi Angkor thất thủ trước quân thù. Trong khi giáo sĩ Dòng Phanxicô ca ngợi vẻ đẹp của khu phức hợp tôn giáo "kiểu như chẳng có tượng đài nào khác trên toàn thế giới sánh bằng", vị tu sĩ này cũng so sánh những bức phù đồ này với loại mũ coruchea  hoặc capirote của Bồ Đào Nha, thường được tín đồ phái Sám hối đội nhằm tìm kiếm sự cứu rỗi theo đức tin Kitô giáo. Madalena quy kết xuất xứ Ấn Độ một cách chính xác cho kiểu kiến trúc Khmer trong khi tu sĩ Dòng Tên Pedro de Ribadeneira và nguồn tư liệu viết bằng tiếng Tây Ban Nha của ông vẫn tin rằng có khả năng đây là công trình của Alexandros Đại đế và thậm chí vào năm 1604, tu sĩ Dòng Đa Minh Gabriel Quiroga de San Antonio tin rằng có thể đây chính là một ngôi đền thuộc về những bộ lạc mất tích của Israel.